# Sosna giętka
Sosna giętka (Pinus flexilis E. James) – gatunek drzewa iglastego z rodziny sosnowatych (Pinaceae). Sosna giętka występuje w stanie dzikim w Górach Skalistych w Kanadzie i USA. Obszar jej występowania rozciąga się od kanadyjskiej Alberty i południowo-wschodniej Kolumbii Brytyjskiej aż po Nowy Meksyk, Arizonę i południową Kalifornię. Populacje tej sosny można spotkać także na zachodnich terenach Dakoty Północnej, Dakoty Południowej i Nebraski. Odmiana var. reflexa występuje również w kilku miejscach w Meksyku (Chihuahua, Coahuila i na południu Nuevo León). Szacuje się, że najstarsze egzemplarze żyją około 1670 lat.

## Morfologia
PokrójDrzewo małych lub średnich rozmiarów. Korona stożkowata, z czasem zaokrągla się. Przy granicy drzew może przybierać formy karłowate.
PieńOsiąga najczęściej 12–15 m wysokości, sporadycznie do 26 m, oraz 60–90(200) cm średnicy. Ze względu na długotrwałe wystawienie na silne wiatry gałęzie i pień często są powykrzywiane. Kora jasnoszara, delikatnie spękana, z wiekiem staje się ciemnobrązowa.
LiścieIgły zebrane w po 5 na krótkopędach, długości 3–7 cm, grubości 1–1,5 mm, ciemnozielone i gładkie.
SzyszkiSzyszki męskie elipsoidalne do cylindrycznych, długości ok. 15 mm, początkowo zielone lub żółte, potem rudawo-fioletowe, z czasem brązowieją. Zlokalizowane są blisko szczytu gałązki, ułożone w nieregularne spirale. Szyszki żeńskie wyrastają krótko po męskich, zielone lub czerwone, aż do odcieni purpurowych. Są cylindryczne, początkowo po zapyleniu zielone, dojrzewając stają się żółte i błyszczące, z czasem jasnobrązowe, o długości 7–15 cm, żywiczne. Nasiona brązowe, o długości 10–15 mm, bez skrzydełka lub ze śladowym.
KorzeńRodzaj podłoża istotnie wpływa na system korzeniowy sosny giętkiej. Kamieniste i skaliste grunty sprawiają, że korzenie często wiernie odzwierciedlają system pęknięć skalnych.

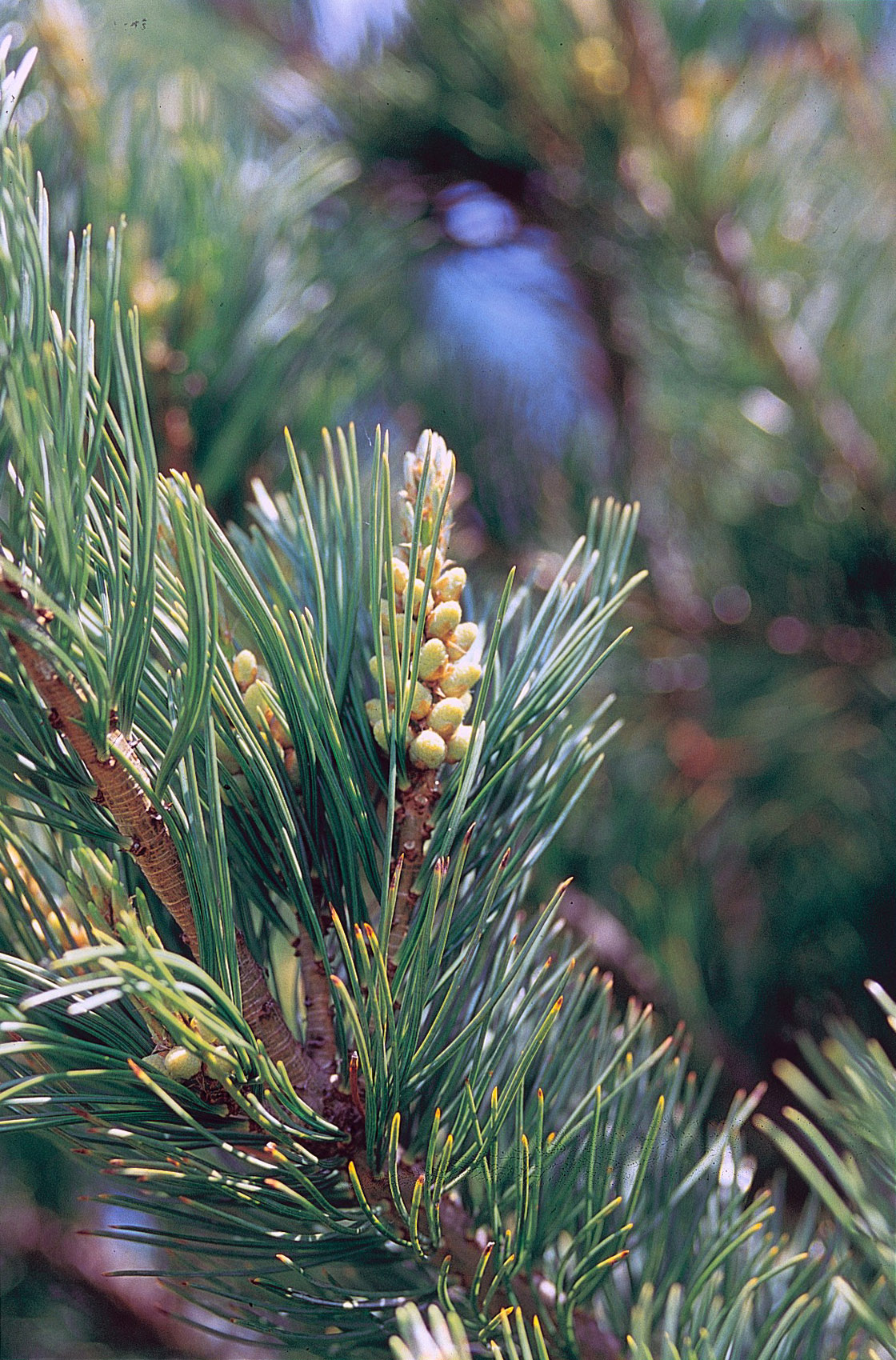
Szyszki męskie
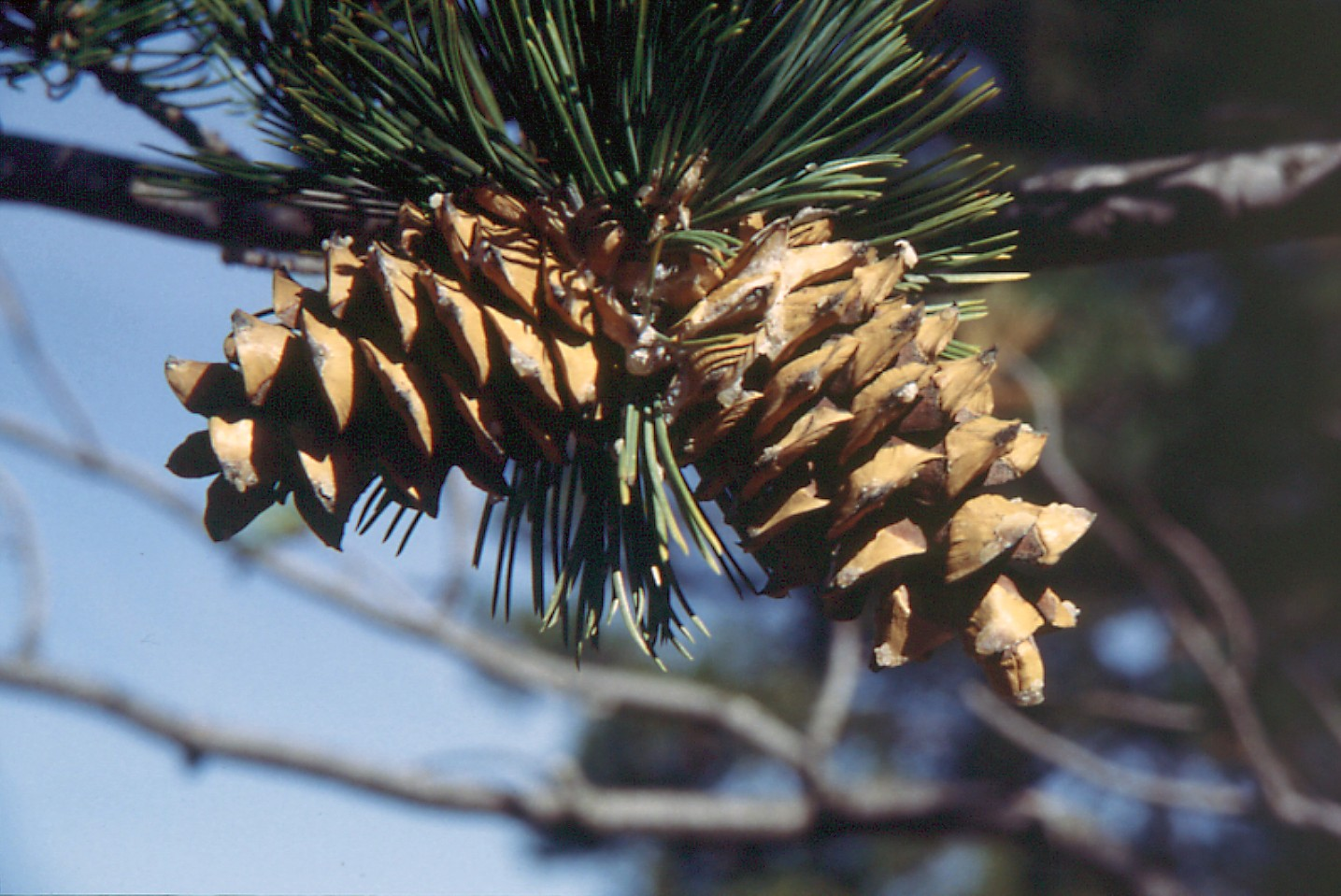
Szyszki nasienne

Gatunki podobnePod nieobecność szyszek sosna giętka jest bardzo podobna do Pinus albicaulis. Jej gałązki wcześniej stają się chropowate (poniżej 10 cm średnicy) niż P. albicaulis (powyżej 10 cm średnicy). Podczas kwitnienia różnią się także kolorem szyszek męskich: P. albicaulis są czerwone, sosny giętkiej żółte do rudawych.

## Biologia i ekologia

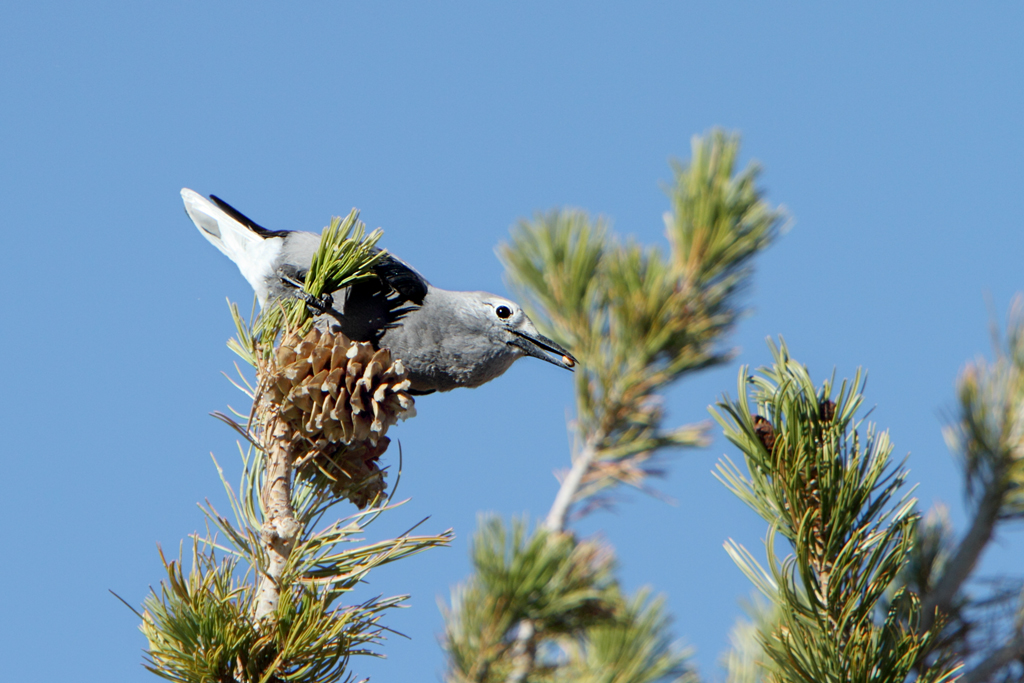
Nucifraga columbiana zbierająca nasiona sosny giętkiej, Bryce Canyon National Park, Utah

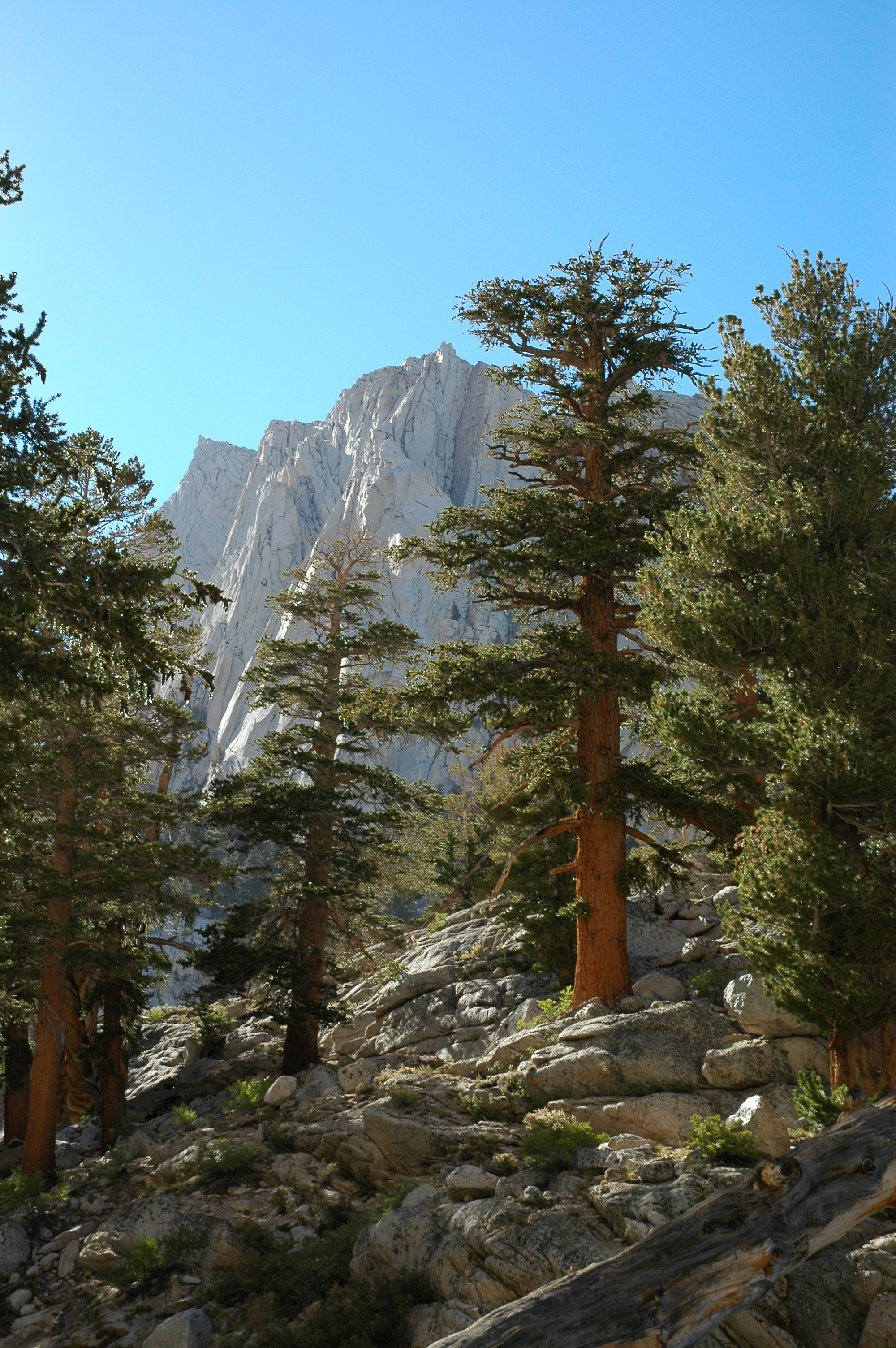
Pinus balfouriana (po lewej i w centrum) i sosna giętka (w głębi po prawej). Sierra Nevada, Kalifornia

Drzewo długowieczne, wolno rosnące, zimozielone, jednopienne. Szyszki męskie dominują w dolnej części korony, żeńskie w górnej. Pylenie od czerwca do lipca. Do zapłodnienia dochodzi ok. 13 miesięcy po zapyleniu, po czym na przełomie września i października szyszki nasienne dojrzewają i uwalniają nasiona, opadając wkrótce potem. Drzewa obradzają obficie co 2–4 lata, produkując średnio 10800 nasion na 1 kg. Nasiona rozsiewane są głównie przez gryzonie i ptaki. Najważniejszą rolę odgrywa orzechówka popielata (Nucifraga columbiana), która może przenosić do 125 nasion jednorazowo, na odległość ponad 20 km od macierzystego drzewa. Zakopuje po 1–5 nasion w ziemnym schowku, na głębokości 2–3 cm.
Igły pozostają na drzewie przez 5–6 lat.
Liczba chromosomów: 2n=24.
Na północnych obszarach występowania rośnie na suchych stokach, blisko dolnej granicy lasu. Im dalej na południe, tym zajmuje wyżej położone stanowiska, sięgając górnej granicy lasu. Rozpiętość wysokości od 870 m n.p.m. w Dakocie Północnej do ok. 3810 m w Kolorado. Występuje głównie w strefie klimatu kontynentalnego, tylko niewielkie populacje we wschodnim Oregonie i Idaho są pod wpływem klimatu morskiego znad Pacyfiku. Rośnie na różnych glebach: pochodnych wapienia, piaskowca, granitu, kwarcu. Porasta łagodnie pofalowane wzgórza i strome urwiska, toleruje porywiste wiatry zarówno na dolnej jak i górnej granicy lasu. Lubi stanowiska nasłonecznione, niezbyt dobrze toleruje zacienienie.
Tworzy czysto-gatunkowe lasy iglaste lub lasy mieszane. Towarzyszy takim gatunkom jak: Picea engelmannii, Abies lasiocarpa, Pinus albicaulis, Pinus aristata, Pinus longaeva, jedlica, topola, Pinus contorta, Pinus ponderosa.
Korzenie drzewa wchodzą w związek mikoryzowy z klejówką Gomphidius smithii.

## Systematyka i zmienność
Pozycja gatunku w obrębie rodzaju Pinus:
- podrodzaj Strobus
  - sekcja Quinquefoliae
    - podsekcja Strobus
      - gatunek P. flexilis

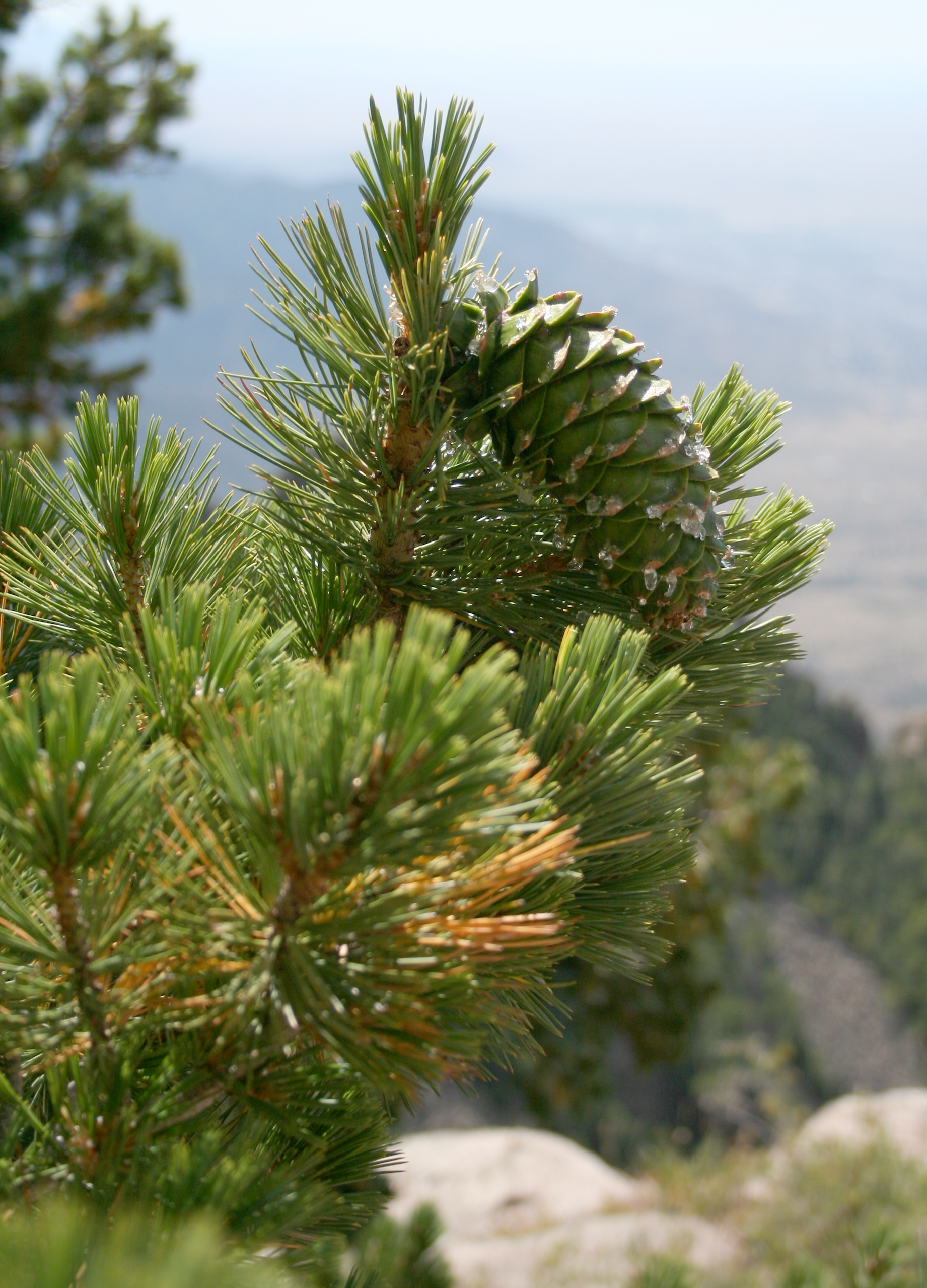
P. flexilis var. reflexa, Sandia Crest, New Mexico, USA

W obrębie gatunku wyróżnia się czasem dwie odmiany:
- Pinus flexilis var. flexilis – odmiana typowa
- Pinus flexilis var. reflexa – traktowana czasem jako odrębny gatunek Pinus reflexa, rosnący na obszarach stanów Arizona i Nowy Meksyk w USA. Drzewa osiągają większe rozmiary (25–35 m), szyszki i igły także są dłuższe.

Sosna giętka tworzy naturalne mieszańce z Pinus strobiformis. Przypuszcza się, że odmiana P. flexilis var. reflexa, która zawiera więcej genów P. strobiformis niż P. flexilis, jest takim mieszańcem. Dalsze krzyżowanie się z P. strobiformis wzmocni tylko powiązania genetyczne między tymi taksonami.

## Zagrożenia
Międzynarodowa organizacja IUCN umieściła ten gatunek w Czerwonej księdze gatunków zagrożonych, przyznając mu kategorię zagrożenia LR/lc (lower risk/least concern), uznając go za gatunek najmniejszej troski, o niskim ryzyku wymarcia. Po ponownej ocenie w 2011 r. klasyfikację tę utrzymano i opublikowano w roku 2013. Odmiana Pinus flexilis var. reflexa znana jest tylko z pięciu lokalizacji, gdzie zajmuje łącznie 2 tys. km², i została uznana za bliską zagrożeniu (kategoria NT, near threatened). Liczebność populacji całego gatunku maleje.

## Zastosowanie
Stosowana była do wyrobu stempli kopalnianych, podkładów kolejowych i słupów. W porównaniu z innymi, bardziej poszukiwanymi gatunkami sosny, wyrąb prowadzony rzadko, ze względu na poskręcane i żywiczne drewno.
Nasiona były czasem wykorzystywane przez rdzennych Amerykanów jako pożywienie, m.in. przez północne szczepy Szoszonów.

## Choroby i szkodniki
- Rdza wejmutkowo-porzeczkowa – choroba wywoływana przez grzyb Cronartium ribicola, przypadkowo zawieziona do Ameryki Północnej z Europy. Na niektórych obszarach drzewa znacząco wymierają, szczególnie w stanach Arizona i Nowy Meksyk.
- Opieńkowa zgnilizna korzeni – choroba wywoływana przez opieńkę miodową (Armillaria mellea). Atakuje drzewa w prawie całym zasięgu.
- Brunatna zgnilizna drewna korzeniowego i odziomkowego starych drzew iglastych – choroba wywoływana przez murszaka rdzawego (Phaeolus schweinitzii). Atakuje drzewa w prawie całym zasięgu.
- Choristoneura lambertiana – motyl z rodziny zwójkowatych, żeruje na młodych igłach, zaobserwowany na stanowiskach w Montanie.
- Szyszeń (Dioryctria) – owady z tego rodzaju żerują na szyszkach, zaobserwowane na stanowiskach w Dakocie Północnej.
- Pineus coloradensis – owad z rodziny ochojnikowatych, atakuje młode sadzonki, ale drzewa wykazują pewną odporność na szkodnika.
- Dendroctonus ponderosae – chrząszcz z rodziny ryjkowcowatych, sporadycznie atakuje sosnę giętką.
- Urson (Erethizon dorsatum) – gryzoń, żywi się igłami sosny giętkiej, szczególnie w okresie zimowym.
- Arceuthobium cyanocarpum – roślina pasożytnicza (pasożyt pędowy), której głównym gospodarzem jest sosna giętka[8]. Powoduje istotne obumieranie drzew na stanowiskach w Górach Skalistych. Trzy inne gatunki Arceuthobium americanum, A. douglasii i A. vaginatum subsp. cryptopodium również pasożytują na sośnie giętkiej, ale mają mniejsze znaczenie[9].